# Bracco ungherese
Con il termine vizsla vengono identificate due razze canine di origine ungherese entrambe riconosciute dalla FCI:
- il più diffuso bracco ungherese a pelo corto, (standard N. 57, gruppo 7, sezione 1)
- il più raro bracco ungherese a pelo duro, (standard N. 239, gruppo 7, sezione 1)

Entrambi sono cani da ferma adatti per la caccia di selvaggina a pelliccia e a piumaggio. Ha due varietà: vizsla a pelo corto e a pelo duro. In Ungheria era considerato il cane dell'alta società: solo i più ricchi potevano averlo.

## Origini
Il bracco ungherese probabilmente deriva dai cani che affiancavano le tribù magiare durante le loro diverse attività: pastorizia, caccia e allevamento. Inizialmente queste tribù utilizzavano un'unica specie di cane, ma col passare del tempo vennero selezionati cani più grandi per la pastorizia, soprattutto per la guardia e cani più piccoli e agili per la caccia. In Ungheria la caccia si svolge nella puszta, un'immensa pianura erbosa nella quale è importante un cane capace di muoversi con grande astuzia e delicatezza per non essere scoperto dalla selvaggina, perché i cacciatori si trovano quasi sempre allo scoperto. Da queste esigenze derivano le movenze tipiche del vizsla, che sembrano feline. Gli antenati del vizsla vennero inizialmente incrociati con il segugio di Pannonia che ha portato al vizsla moderno il caratteristico mantello fulvo e l'orecchio allungato. Venne incrociato in seguito con il cane giallo turco, quando i turchi invasero l'Ungheria. Il termine vizsla è infatti turco e significa cercare o vigile. 
A partire dal XIV secolo la fama del vizsla ha iniziato ad aumentare fino a diventare, alla fine del XIX secolo il protagonista dei concorsi ungheresi per cani da ferma. Il vizsla era ritenuto il cane di riferimento dei reali in Ungheria. La razza, che è sempre stata selezionata con grande precisione, è stata quasi completamente estinta durante le due guerre mondiali, dove venne incrociata con il setter, il pointer e il bracco tedesco, nel tentativo di migliorare nuovamente le sue doti venatorie, tanto che il vero standard ha rischiato di scomparire. Per fortuna alcuni cinofili hanno mantenuto la razza che, dopo la seconda guerra mondiale, si è diffusa rapidamente in Inghilterra e negli Stati Uniti d'America. 
La razza è stata riconosciuta dallo standard FCI nel 1936.

## Caratteristiche
Il Vizsla è considerato il più equilibrato tra i cani da ferma, non dà mai segni di nervosismo. Dotato di una grande intelligenza e una spiccata predisposizione al lavoro, ama accontentare il padrone, il che lo rende molto facile da educare. Dolce, buonissimo e molto affettuoso in famiglia è perfetto per i bambini: viene infatti utilizzato con notevole successo nella pet therapy. Il suo attaccamento morboso nei confronti del padrone fa sì che sia sempre alla ricerca del contatto fisico e visivo del padrone, tanto da venire soprannominato “cane velcro”. Abbaia raramente, solo in caso di necessità. Può vivere sia in casa sia in giardino, in quanto non teme né il caldo né il freddo.
Sconsigliato in condominio a causa delle dimensioni e dell'abbaio troppo potente. È un cane estremamente socievole e coraggioso.

## Aspetto
Di taglia medio-grande, di nobile aspetto, con ossatura e muscolatura ben sviluppati, tendini d'acciaio. Il cranio è largo mentre il muso, un po' più lungo della testa, è affusolato. Gli occhi castano chiaro, in sintonia con il colore del mantello, sono ovali. Il portamento del cane è eretto; dorso diritto, addome stretto, petto profondo. La coda è stretta e lunga e completa l'armonia con il resto del corpo. Viene però molto spesso tagliata (dal 1 gennaio 2023 è negata la partecipazione ad esposizioni Enci a tutti i cani con coda e orecchie tagliate). Il mantello è dorato, peli corti (vizsla a pelo corto) o ruvidi (vizsla a pelo duro). 
Agile e molto elegante nei movimenti e con una naturale predisposizione alla corsa è adatto a tutti i tipi di caccia e a tutti i tipi di terreno (è anche un ottimo nuotatore): possiede ampie zampe palmate che gli permettono di trovarsi a suo agio in ogni situazione, palude compresa. Durante il lavoro alterna il trotto al galoppo.

## Diffusione
Il bracco a pelo corto è molto più diffuso, principalmente in Ungheria, Germania, Stati Uniti e Inghilterra. In Inghilterra è la 5° razza più amata e la sua diffusione  è in aumento in Italia. Si registrano circa 150 nuovi esemplari ogni anno contro i 1000 all'anno in Inghilterra. Il bracco a pelo duro è molto meno diffuso tanto che nel 2012 in Italia solo tre esemplari erano registrati. In Italia razze simili, come il bracco di weimar o rhodesian ridgeback sono molto più comuni.

## Salute
Il bracco ungherese è generalmente un cane molto robusto, non soffre  di particolari patologie ed è abbastanza longevo. La sua vita media si aggira intorno ai 13 anni. Bisogna comunque prestare molta attenzione al pedigree di ogni singolo esemplare per controllare che gli antenati siano esenti da displasia dell'anca. Il tasso di incidenza di questa malformazione è comunque minore che negli altri  bracchi. Bisogna invece prestare particolare attenzione all'epilessia, che è relativamente comune nel bracco ungherese. Essendo un cane dal torace lungo e stretto è soggetto alla torsione dello stomaco. È opportuno prendere le dovute precauzioni.